# Картлис цховреба
«Картлис цховреба» (груз. ქართლის ცხოვრება, дословно: «Жизнь Грузии», «Житие Картлии») — сборник средневековых грузинских летописей, сложившийся в XII веке.

## Структура
«Картлис цховреба» делится на «Древнюю Картлис цховреба» и «Новую Картлис цховреба». «Древняя» охватывает историю Грузии до XIV в., «Новая» — с XIV в. по XVIII в. Сохранилось несколько списков «Древней Картлис цховреба», относящихся к XV—XVII векам. В XVIII в. царём Вахтангом VI была создана комиссия «учёных мужей» под руководством Бери Эгнаташвили, которая составила историю Грузии XIV—XVIII вв. В XIX в. к «Картлис цховреба» был причислен и ряд других исторических сочинений XVII—XVIII вв.

## Содержание
«Картлис цховреба» главным образом описывает политическую историю Грузии, при этом во многих случаях данные трудов подтверждаются работами негрузинских историков.
На сегодняшний день в распоряжении науки имеется несколько рукописей довахтанговской редакции (список царицы Анны (XV в.), список царицы Мариам (XVII вв.), список 1697 г., список Мачабели 1736 года и др.) и несколько рукописей послевахтанговского периода. В древней части «Картлис цховреба» представлено 10 исторических сочинений:
1. «Жизнь картлийских царей» — Леонти Мровели, XI век.
2. «Жизнь Вахтанга Горгасала» — Джуаншер Джуаншериани, XI век.
3. «Мученичество Арчила» — Леонти Мровели
4. «Матиане Картлиса» — анонимного автора, не позже XII века[3].
5. «История царя царей Давида[вд]» — аноним, XII век
6. «История и повествование о Багратионах» — Сумбат Давитисдзе, XI век.
7. «Летопись времён Лаша Гиорги[вд]» (2-я пол. XII в. — нач. XIII в.) анонимного автора.
8. «История и восхваление венценосцев» (так называемого первого историка царицы Тамар).
9. «Жизни царицы цариц Тамар[вд]» — Басили Эзосмодзгвари (так называемый второй историк царицы Тамар), XIII век
10. «Хроника» — аноним XIV века

## Переводы
«Картлис цховреба» была переведена на армянский язык в XII или XIII веке. Армянский список «Картлис Цховреба» самый древний из всех сохранившихся, написан между 1274 и 1311 годами, самый ранний список грузинского оригинала написан между 1479 и 1495 годами.